# 風早公元
風早公元（かざはや きみもと、寛政3年（1791年）3月11日 - 嘉永6年（1853年）8月10日）は、江戸時代後期の公卿。

## 官歴
- 寛政7年（1795年）：従五位下
- 文化2年（1805年）：従五位上、越前権介
- 文化5年（1808年）：正五位下
- 文化8年（1811年）：従四位下
- 文化11年（1813年）：従四位上
- 文化14年（1816年）：正四位下
- 文政3年（1820年）：右権少将
- 文政5年（1822年）：左権中将
- 天保元年（1830年）：従三位
- 天保5年（1834年）：正三位

## 系譜
- 父：風早実秋
- 子：風早実豊